# 베른트 하스
베른트 하스(독일어: Bernt Haas, 1978년 4월 8일, 빈 ~)는 스위스의 전직 축구 수비수이다. 그는 현재 그라스호퍼의 단장을 맡고 있다.

## 클럽 경력
하스는 오스트리아 빈 출신이다. 그는 인근 프라이엔바흐의 유소년부에서 축구를 시작해 이후 그라스호퍼의 유소년부에 입단했다. 불과 16세의 나이로, 그는 첫 프로 계약을 맺었고, 그라스호퍼의 U-21 선수단에서 1군으로 월반해 크리스티안 그로스 감독의 지도 하에 1994-95 시즌 나치오날리가 경기에 출전했다. 하스는 1995년 5월 31일, 3-1로 이긴 로잔-스포르와의 원정 경기에서 신고식을 치렀고, 결과는 3-1 승리였다. 시즌 끝에 그라스호퍼는 스위스 리그를 우승했다. 하스는 1995년 11월 1일, 아약스를 상대로 첫 챔피언스리그 경기를 치렀고, 그라스호퍼는 이 경기를 득점 없이 비겼다. 그는 그라스호퍼 소속으로 7년을 뛰다가 잉글랜드 프리미어리그의 선덜랜드로 2001년 8월에 이적했다. 2001-02 시즌에 27경기에 출장했지만, 이듬해에는 한 경기도 뛰지 못했고, 바젤로 임대되었다.
2002년 8월 30일, 하스는 크리스티안 그로스 감독이 지휘하는 바젤의 1군에 2002-03 시즌 합류하는 것으로 발표되었다. 하스는 2002년 9월 11일, 안방 장크트 야코프 파르크에서 7-1로 이긴 빌전에서 국내 리그 복귀전을 치렀다. 바젤은 리버풀과 스파르타크 모스크바를 제치고 조 1위를 차지한 발렌시아와 함께 챔피언스리그 1차 조별 리그를 통과했다. 그러나, 2차 조별 리그에서는 데포르티보를 제쳤지만, 맨체스터 유나이티드와 유벤투스에 밀려 조 3위로 8강 진출이 좌절되었다. 하스는 2003년 3월 8일에 2-0으로 이긴 세르베트와의 안방 경기에서 바젤 1호골을 기록했다.
비록 바젤은 하스는 완전 영입할 수 있는 조항이 있지만, 선수 본인은 잉글랜드 복귀를 희망했다. 그는 바젤에서 10개월을 머물며 43번의 경기에 출전해 1골을 기록했다. 이 중 스위스 슈퍼리그에서 22경기, 스위스컵에서 4경기, 챔피언스리그에서 11경기, 그리고 친선경기에서 6번 출전했다.
하스는 2003년에 웨스트 브로미치 앨비언에 입단했고, 주전 우측 수비수로서 프리미어리그 승격 주역이 되었다. 그는 맨체스터 유나이티드와의 리그컵 경기에서 뜬 공을 깔끔히 마무리해 2-0 승리에 일조했는데, 앞서 브렌트퍼드와의 리그컵 경기에서도 득점을 기록했었다. 그는 크류와의 리그 경기에서도 1번 득점을 기록했다. 그러나, 1부 리그 승격 후에는 출전 기회가 크게 줄어들었고, 2005년 1월 21일에 상호 계약 해지로 구단을 떠났다. 계약 해지 이튿날, 그는 프랑스의 바스티아에 입단했고, 이후 쾰른으로 이적했다.
쾰른에서의 1년 만인 2007년, 그는 스위스 슈퍼리그의 장크트 갈렌으로 이적했다. 그러나, 부상으로 제대로 활약하지 못했다. 강인했던 우측 수비수의 행보는 장크트 갈렌의 의무실에서 끝났다. 무릎의 연골 부상과 골관절염으로 선수 생활을 그만두었다.

### 국가대표팀 경력
하스는 스위스 국가대표팀 일원으로 유로 2004에 참가했으나, 잉글랜드전에서 퇴장당했다.

## 은퇴 후
2010년에 은퇴한 후, 하스는 1인 경영으로 선수 상담가로 활동했다. 그는 리히텐슈타인의 파두츠에서 2015년부터 2018년까지 단장을 역임했다. 그는 공국까지 자동차로 40분에 통근할 수 있는 볼러라우에 거주했다.
2020년부터 2022년까지는, 스위스 챌린지리그의 샤프하우젠 단장을 맡았다. 2023년 9월 7일, 그는 샤프하우젠의 2021-22 시즌 경기에 출전할 수 없는 선수를 출전시켜 2,000 CHF의 벌금이 부과되었다. 그 해 득점왕에 오른 호아킨 아르다이스와 같은 우루과이 국적의 아구스틴 곤살레스는 합법적인 노동허가증 없이 21경기에 출전하기도 했다.
2022년 7월 1일, 그는 그라스호퍼의 단장으로 취임했다.

## 사생활
그의 쌍둥이 남매 디나는 각광받는 스포츠 사진사로, 축구계에서 유명 인사이다.
하스는 한때 아르마니의 모델로도 활동했다.

## 경력 통계
출처:
| 구단                   | 시즌      | 리그              | 리그 | 리그 | 컵   | 컵 | 리그컵 | 리그컵 | 대륙 | 대륙 | 합계 | 합계 |
| 구단                   | 시즌      | 리그명            | 출장 | 골   | 출장 | 골 | 출장   | 골     | 출장 | 골   | 출장 | 골   |
| ---------------------- | --------- | ----------------- | ---- | ---- | ---- | -- | ------ | ------ | ---- | ---- | ---- | ---- |
| 그라스호퍼             | 1994–95   | 나치오날리가 A    | 2    | 0    |      |    |        |        |      |      |      |      |
| 그라스호퍼             | 1995–96   | 나치오날리가 A    | 20   | 0    |      |    |        |        |      |      |      |      |
| 그라스호퍼             | 1996–97   | 나치오날리가 A    | 29   | 1    |      |    |        |        |      |      |      |      |
| 그라스호퍼             | 1997–98   | 나치오날리가 A    | 27   | 2    |      |    |        |        |      |      |      |      |
| 그라스호퍼             | 1998–99   | 나치오날리가 A    | 28   | 1    |      |    |        |        |      |      |      |      |
| 그라스호퍼             | 1999–2000 | 나치오날리가 A    | 16   | 1    |      |    |        |        |      |      |      |      |
| 그라스호퍼             | 2000–01   | 나치오날리가 A    | 25   | 1    |      |    |        |        |      |      |      |      |
| 그라스호퍼             | 합계      | 합계              | 147  | 6    |      |    |        |        |      |      |      |      |
| 선덜랜드               | 2001–02   | 프리미어리그      | 27   | 0    |      |    |        |        |      |      |      |      |
| 선덜랜드               | 2002–03   | 프리미어리그      | 0    | 0    |      |    |        |        |      |      |      |      |
| 선덜랜드               | 합계      | 합계              | 27   | 0    |      |    |        |        |      |      |      |      |
| 바젤                   | 2002–03   | 나치오날리가 A    | 22   | 1    |      |    |        |        |      |      |      |      |
| 웨스트 브로미치 앨비언 | 2003–04   | 1부 리그          | 36   | 1    |      |    |        |        |      |      |      |      |
| 웨스트 브로미치 앨비언 | 2004–05   | 프리미어리그      | 10   | 0    |      |    |        |        |      |      |      |      |
| 웨스트 브로미치 앨비언 | 합계      | 합계              | 46   | 1    |      |    |        |        |      |      |      |      |
| 바스티아               | 2004–05   | 리그 1            | 4    | 0    |      |    |        |        |      |      |      |      |
| 바스티아               | 2005–06   | 리그 2            | 12   | 1    |      |    |        |        |      |      |      |      |
| 바스티아               | 합계      | 합계              | 15   | 1    |      |    |        |        |      |      |      |      |
| 쾰른                   | 2006–07   | 2. 분데스리가     | 19   | 0    | 1    | 0  |        |        |      |      |      |      |
| 장크트 갈렌            | 2007–08   | 스위스 슈퍼리그   | 1    | 0    |      |    |        |        |      |      |      |      |
| 장크트 갈렌            | 2008–09   | 스위스 챌린지리그 | 0    | 0    |      |    |        |        |      |      |      |      |
| 장크트 갈렌            | 합계      | 합계              | 1    | 0    |      |    |        |        |      |      |      |      |
| 경력 합계              | 경력 합계 | 경력 합계         | 277  | 9    |      |    |        |        |      |      |      |      |

## 수상
그라스호퍼
- 나치오날리가 A: 1994–95, 1995–96, 1997–98, 2000–01

바젤
- 스위스컵: 2002–03

## 참고 문헌
- Die ersten 125 Jahre. Publisher: Josef Zindel im Friedrich Reinhardt Verlag, Basel. ISBN 978-3-7245-2305-5
- Verein "Basler Fussballarchiv" 홈페이지